# هند ظاظا
هند ظاظا (زادهٔ ۲۰۰۹) بازیکن تنیس روی میز اهل سوریه است. او که در رتبهٔ ۱۵۵ رده‌بندی فدراسیون جهانی تنیس روی میز قرار دارد توانست با شکست ماریانا سحاقیان از لبنان به المپیک ۲۰۲۰ توکیو راه یابد. او همچنین نخستین سوری‌ای است که توانسته جواز حضور در مسابقات تنیس روی میز المپیک را کسب کند.